# Ліберті (округ, Джорджія)
Шаблон:StateAbbr_ 31°48′ пн. ш. 81°28′ зх. д. / 31.8° пн. ш. 81.46° зх. д.
Округ Ліберті (англ. Liberty County) — округ (графство) у штаті Джорджія, США. Ідентифікатор округу 13179.

## Історія
Округ утворений 1777 року.

## Демографія
За даними перепису
2000 року
загальне населення округу становило 61610 осіб, зокрема міського населення було 49224, а сільського — 12386.
Серед мешканців округу чоловіків було 32446, а жінок — 29164. В окрузі було 19383 домогосподарства, 15145 родин, які мешкали в 21977 будинках.
Середній розмір родини становив 3,29.
Віковий розподіл населення поданий у таблиці:
| Стать    | До 15 років | 15-21 | 22-29 | 30-39 | 40-49 | 50-65 | 65-85 | Понад 85 |
| -------- | ----------- | ----- | ----- | ----- | ----- | ----- | ----- | -------- |
| Чоловіки | 8710        | 5313  | 6469  | 5312  | 3389  | 2225  | 979   | 49       |
| Жінки    | 8363        | 3595  | 4735  | 5143  | 3511  | 2413  | 1235  | 169      |

## Суміжні округи
- Браян - північ
- Четем - північний схід
- Макінтош - південь
- Лонг - захід
- Теттнолл - північний захід
- Еванс - північний захід

## Виноски
1. ↑  U.S. Decennial Census. United States Census Bureau. Архів оригіналу за 26 квітня 2015. Процитовано 23 червня 2014.
2. ↑  Historical Census Browser. University of Virginia Library. Архів оригіналу за 11 серпня 2012. Процитовано 23 червня 2014.
3. ↑  Population of Counties by Decennial Census: 1900 to 1990. United States Census Bureau. Архів оригіналу за 2 лютого 2019. Процитовано 23 червня 2014.
4. ↑  Census 2000 PHC-T-4. Ranking Tables for Counties: 1990 and 2000 (PDF). United States Census Bureau. Архів оригіналу (PDF) за 18 грудня 2014. Процитовано 23 червня 2014.
5. ↑  State & County QuickFacts. United States Census Bureau. Архів оригіналу за 7 червня 2011. Процитовано 23 червня 2014.(англ.) Наведено за англійською вікіпедією.
6. ↑  American FactFinder. Бюро перепису населення США. Архів оригіналу за 26 лютого 2012. Процитовано 31 січня 2008.

| США | Це незавершена стаття з географії США. Ви можете допомогти проєкту, виправивши або дописавши її. |